# Trà Xuân
Trà Xuân là thị trấn huyện lỵ của huyện Trà Bồng, tỉnh Quảng Ngãi, Việt Nam.

## Địa lý
Thị trấn Trà Xuân nằm ở trung tâm huyện Tràng Bồng, có vị trí địa lý:
- Phía đông giáp xã Trà Phú
- Phía nam và phía tây giáp xã Trà Sơn
- Phía bắc giáp xã Trà Thủy.

Thị trấn Trà Xuân có diện tích 6,09 km², dân số năm 2019 là 7.083 người, mật độ dân số đạt 1.163 người/km².
Trà Xuân có tỉnh lộ 622 chạy qua. Thị trấn nằm bên cạnh sông Trà Bồng với 2 suối chảy ra sông.
Thị trấn Trà Xuân có nhiều nơi tập trung buôn bán, thương mại, hoạt động nổi bật, sôi nổi nhất huyện Trà Bồng.

## Hành chính
Thị trấn Trà Xuân được chia thành 3 tổ dân phố số: 1, 2, 3.

## Lịch sử
Trước đây, địa bàn Trà Xuân là một xã thuộc huyện Trà Bồng.
Ngày 23 tháng 6 năm 1999, Chính phủ ban hành Nghị định 39/1998/NĐ-CP về việc thành lập xã, thị trấn thuộc các huyện Sơn Tây, Đức Phổ, Ba Tơ và Trà Bồng, tỉnh Quảng Ngãi. Theo đó, thành lập thị trấn Trà Xuân trên cơ sở toàn bộ diện tích và dân số của xã Trà Xuân.
Thị trấn Trà Xuân có 609 ha diện tích tự nhiên và 6.586 nhân khẩu.